# Fritz Schotthöfer
Bitte soweit möglich überprüfen, ob die auf der Diskussionsseite genannten Mängel (Falschangaben) zutreffen!
Fritz Schotthöfer (*  3. März 1871 in Frankfurt am Main; † 29. Oktober 1951 ebenda) war ein deutscher Journalist und Autor.
Der aus einer jüdischen Familie stammende Schotthöfer arbeitete um 1904 für die Frankfurter Zeitung in Paris. Während des Ersten Weltkrieges schrieb er in der Presseabteilung des deutschen Gouverneurs im Generalgouvernement Belgien, um deutsche Nachrichten in der einheimischen Presse unterzubringen. Nach dem Krieg bereiste er Sowjetrussland und das Italien Mussolinis und publizierte darüber. Mindestens bis März 1930 arbeitete er noch für die Frankfurter Zeitung. Seine Definition des Faschismus wird bis heute zitiert.
Ein Briefwechsel Schotthöfers lagert unter der Neuen Merkur Collection im Leo Baeck Institute für jüdische Geschichte in New York.

## Schriften
- Sowjet-Rußland im Umbau. Frankfurter Societäts-Druckerei, Abt. Buchverlag. Frankfurt am Main. 1922
  - Neuauflage in Hermann Wendel: Jugenderinnerungen eines Metzgers. Hannover: HZ-Verl., 2007
- II fascio. Sinn und Wirklichkeit des italienischen. Fascismus. Frankfurt. a. M., Societätsdruckerei 1923
- America's Part in International Cooperation. Proceedings of the Academy of Political Science in the City of New York, Vol. 12, No. 1, International Problems and Relations (Jul., 1926), pp. 489–490
- D. H. Lawrence: Zum Gedächtnis. Frankfurter Zeitung. 7. März 1930